# Anestesia local
La anestesia local es cualquier técnica para inducir la ausencia de sensación en una parte específica del cuerpo, generalmente con el objetivo de inducir analgesia local, es decir, insensibilidad local al dolor, aunque otros sentidos locales también pueden verse afectados. Permite a los pacientes someterse a procedimientos quirúrgicos y dentales con dolor y angustia reducidos. En muchas situaciones, como la cesárea, es más segura y, por lo tanto, superior a la anestesia general. También se usa para aliviar el dolor no quirúrgico y para permitir el diagnóstico de la causa de algunas afecciones de dolor crónico. Los anestesistas a veces combinan técnicas de anestesia general y local. 
Los siguientes términos a menudo se usan indistintamente: 
- La anestesia local, en sentido estricto, es la anestesia de una pequeña parte del cuerpo, como un diente o un área de la piel.
- La anestesia regional está dirigida a anestesiar una parte más grande del cuerpo, como una pierna o un brazo.
- La anestesia de conducción abarca una gran variedad de técnicas anestésicas locales y regionales.

## Uso Médico
Un anestésico local es un medicamento que causa anestesia local reversible y una pérdida de nocicepción. Cuando se usa en vías nerviosas específicas (bloqueo nervioso), se pueden lograr efectos tales como analgesia (pérdida de la sensación de dolor) y parálisis (pérdida de potencia muscular). Los anestésicos locales clínicos pertenecen a una de dos clases: anestésicos locales de aminoamida y aminoéster. Los anestésicos locales sintéticos están estructuralmente relacionados con la cocaína. Se diferencian de la cocaína principalmente en que no tienen potencial de abuso y no actúan sobre el sistema simpaticoadrenérgico, es decir, no producen hipertensión o vasoconstricción local, con la excepción de la ropivacaína y la mepivacaína que producen vasoconstricción débil. A diferencia de otras formas de anestesia, un local puede usarse para un procedimiento menor en el consultorio de un cirujano, ya que no lo deja en un estado de inconsciencia. Sin embargo, el médico debe tener un ambiente estéril disponible antes de realizar un procedimiento en su consultorio. 
Los anestésicos locales varían en sus propiedades farmacológicas y se utilizan en diversas técnicas de anestesia local, tales como: 
- Anestesia tópica (superficie): similar al adormecimiento tópico en gel antes de inyectarse con lidocaína
- Infiltración
- Bloqueo del plexo

Los efectos adversos dependen del método anestésico local y del sitio de administración, pero en general, los efectos adversos pueden ser: 
1. Anestesia o parestesia prolongada localizada debido a infección, hematoma, presión excesiva de líquido en una cavidad confinada y corte de nervios y tejido de soporte durante la inyección.[2]
2. Reacciones sistémicas tales como síndrome del SNC deprimido, reacción alérgica, episodio vasovagal y cianosis debido a toxicidad anestésica local.
3. Falta de efecto anestésico debido a pus infeccioso como un absceso.

## Técnicas anestésicas locales no médicas
El manejo local del dolor, que usa otras técnicas que no sean medicamentos analgésicos, incluye: 
- Estimulación eléctrica nerviosa transcutánea, que se ha demostrado que no es efectiva para el dolor lumbar, sin embargo, podría ayudar con la neuropatía diabética.[3]
- La radiofrecuencia pulsada, la neuromodulación, la introducción directa de medicamentos y la ablación nerviosa pueden usarse para atacar las estructuras de los tejidos y los órganos/sistemas responsables de la nocicepción persistente o los nociceptores de las estructuras implicadas como fuente de dolor crónico.[4][5][6][7][8]